# Physocleora tascaria
Physocleora tascaria är en fjärilsart som beskrevs av William Schaus 1898. Physocleora tascaria ingår i släktet Physocleora och familjen mätare. Inga underarter finns listade i Catalogue of Life.